# Theodotosz (rétor)
Theodotosz (Kr. e. 1. század) görög rétor.
XII. Ptolemaiosz tanítója volt, ő adta az uralkodónak azt a tanácsot, hogy a hozzá menekült Pompeius Magnust ölesse meg, s ő vitte el ennek fejét Caesarhoz. Caesar haragja elől elmenekült ugyan, ám Kr. e. 42-ben Brutus elfogta és kivégeztette.
Szókratész egyik tanítványát a Kr. e. 5. században szintén Theodotosznak hívták.